# Moss Icon
Moss Icon est un groupe de post-hardcore américain, originaire d'Annapolis dans le Maryland. Le groupe se compose du chanteur Jonathan Vance, du guitariste Tonie Joy, du bassiste Monica DiGialleornado et du batteur Mark Laurence. En 1990, Alex Badertsher s'est greffé à la formation en tant que second guitariste. Le groupe est catégorisé emo, bien qu'il nie avoir contribué au genre.

## Biographie

### Formation et séparation
Le groupe est particulièrement noté par ses contemporains pour sa transition du bruit au silence, et pour les paroles ésotériques et conscientes de Vance. Les premiers jets du groupe sont principalement axés Joy Division, tandis que leurs dernières chansons seront plus axées riffs.
Le groupe joue fréquemment avec The Hated. Moss Icon enregistre son premier vinyle 7", Hate in Me, en janvier 1988, et entre en studio quelques mois plus tard pour enregistrer un second vinyle 7", Mahpiua Luta. Leur album Lyburnum Wits End Liberation Fly est enregistré par Les Lentz (ingénieur-son du studio) en 1988, mais n'est pas publié avant mi-1994,trois ans après la séparation du groupe, par le label Vermiform Records. Le troisième vinyle 7' de Moss Icon, Memorial, est enregistré en janvier 1991 accompagné d'un split avec Silver Bearing. En 1994, Ebullition Records publie l'album It Disappears, qui comprend les chansons de Memorial et des versions live d'autres chansons.
En 1990, Moss Icon forme un projet parallèle appelé Breathing Walker, qui comprend les quatre membres de Moss Icon en plus d'Alex Badertscher à la basse, Zak Fusciello aux percussions, et Tim Horner au violon.

### Retour
Moss Icon se réunit pour deux concerts en 2001 avec Zak Fusciello à la batterie au More Than Music Fest de Columbus, dans l'Ohio, et au Charles Theatre de Baltimore, dans le Maryland.

### Deuxième retour
En juillet 2008, Moss Icon est cité dans la liste des « 23 groupes qui ont développé le punk » au magazine Alternative Press. Le premier ouvrage de Vance, Tulip Has a Room, est publié par Easysubcult. Depuis 2007 Joy, Vance, Zak Fusciello, et Alex Badertscher travaillent occasionnellement à Baltimore. La discographie du groupe est publiée en mai 2012 chez Temporary Residence. Le groupe joue quelques concerts en décembre 2014.

## Discographie
- 1987 : Demo Tape Cassette
- 1987 : Hate in Me
- 1987 : Mahpiua Luhta
- 1991 : Memorial
- 1991 : Split (Moss Icon and Silver Bearing)
- 1994 : It Disappears
- 1994 : Liburnum 1994